# Wagner Basílio
Wagner Basílio (Sao Paulo, 26 de noviembre de 1959 – Sao Paulo, 15 de julio de 2025) fue un futbolista brasileño que jugó en la posición de defensa central.

## Carrera

### Club
| Periodo   | Club                    | Apariciones | Goles |
| --------- | ----------------------- | ----------- | ----- |
| 1977–1985 | SC Corinthians          | 258         | 5     |
| 1986–1988 | São Paulo FC            | 96          | 4     |
| 1987      | → Coritiba FBC (cedido) | 3           | 0     |
| 1988      | → Sport Recife (cedido) | 25          | 0     |
| 1989–1992 | EC Bahia                | 89          | 3     |

### Selección nacional
Jugó para Brasil en 10 partidos en 1979 y anotó un gol, además de que ganó la medalla de oro en los Juegos Panamericanos de 1979.

## Logros

### Club
- Campeonato Brasileiro: 1986
- Campeonato Paulista: 1979, 1982, 1983, 1987

### Selección nacional
- Pan American Games: 1979